# Joseph Lyman Silsbee
Joseph Lyman Silsbee (Salem, 25 de noviembre de 1848-Chicago, 31 de enero de 1913) fue un arquitecto estadounidense que trabajó durante los siglos XIX y XX. Era conocido por su facilidad para dibujar y diseñar edificios en diferentes estilos. Sus obras más destacadas recorrieron Syracuse, Búfalo y Chicago. Fue influyente como mentor de una generación de arquitectos, sobre todo arquitectos de la Prairie School (entre ellos Frank Lloyd Wright). Varios de sus edificios están incluidos en el Registro Nacional de Lugares Históricos, entre ellos el Syracuse Savings Bank Building.

## Primeros años
Silsbee nació el 25 de noviembre de 1848 en la ciudad de Salem, una de las más tradicionales del estado de Massachusetts (Estados Unidos). Silsbee se graduó de Phillips Exeter Academy en 1865 y de Harvard en 1869. Luego se convirtió en uno de los primeros estudiantes de la primera escuela de arquitectura en los Estados Unidos, el Instituto de Tecnología de Massachusetts.

## Carrera profesional
Después de graduarse de Harvard y MIT, se desempeñó como aprendiz con los arquitectos de Boston William Robert Ware y Henry Van Brunt y William Ralph Emerson, respectivamente. Silsbee viajó por Europa antes de mudarse a Syracuse, Nueva York en 1874. En 1875, se casó con Anna Baldwin Sedgwick, hija del influyente abogado y político Charles Baldwin Sedgwick. Tenía una práctica prolífica y en un momento tenía tres oficinas operativas simultáneamente. Tenía oficinas en Syracuse (1875–1885), Búfalo (Silsbee & Marling, 1882–1887) y Chicago (Silsbee y Kent, 1883–1884). De 1883 a 1885, su oficina de Syracuse fue una sociedad con el arquitecto Ellis G. Hall. La oficina de Silsbee en Chicago tenía varios arquitectos que luego se conocerían por derecho propio, entre ellos:
- Frank Lloyd Wright[2]
- George Grant Elmslie[3]
- George W. Maher
- Irving J. Gill
- Henry G. Fiddelke[4]

Silsbee fue uno de los primeros profesores de arquitectura en la Universidad de Syracuse, otra de las primeras escuelas de arquitectura de la nación. Fue miembro fundador de los Capítulos de Chicago e Illinois del American Institute of Architects. En 1894, el Franklin Institute concedió a Silsbee la Medalla Peabody por su diseño para una acera móvil. Este invento tuvo su debut en la Exposición Mundial de Columbia y fue utilizado en las siguientes Ferias del Mundo.

### Estilo de arquitectura
Entre sus obras arquitectónicas más destacadas se encuentra el emblemático Syracuse Savings Bank Building (1876). Construido junto al canal Erie en Clinton Square en Syracuse, a menudo se lo conoce como un ejemplo de libro de texto del alto estilo gótico victoriano. Silsbee también diseñó el White Memorial Building (1876), el Amos Block (1878) y la Oakwood Cemetery Chapel (1879–80), todos existentes en Syracuse. Upland Farm (1892), la mansión perdida diseñada para Frederick R. y Dora Sedgwick Hazard en la cercana Solvay, Nueva York, es un ejemplo del trabajo residencial de moda por el que Silsbee era más conocido. Silsbee también diseñó varias viviendas en todo el estado de Nueva York en Ballston Spa, Albany y Peekskill (en este último lugar para Henry Ward Beecher)
Silsbee diseñó los lujosos interiores del "castillo" de Potter Palmer en Chicago. Varios de sus diseños residenciales sobreviven en Riverside y Evanston Illinois. Su trabajo sobreviviente más prominente en Chicago es el Conservatorio de Lincoln Park. Considerablemente más pequeña en escala pero llena de detalles tan elegantes como pisos de mosaico y un elegante techo de roble con "vigas de martillo y soportes curvos" es su capilla Horatio N. May en los terrenos del cementerio Rosehill. Silsbee diseñó la pasarela móvil en el muelle de la Exposición Mundial Colombina en 1893, y presentó planes para proporcionar esta mejora para el Puente de Brooklyn en 1894, aunque estos planes nunca se ejecutaron.
En su autobiografía de 1941, Lloyd Wright escribió:

Silsbee podía dibujar con una facilidad asombrosa. Dibujaba con trazos suaves y profundos de lápiz negro y hacía notables bocetos a mano alzada de ese tipo de vivienda peculiarmente suyo en ese momento. Su talento superior en el diseño lo había hecho respetado en Chicago. Su trabajo fue una combinación pintoresca de torreta a dos aguas y cadera con amplios porches tranquilamente domésticos y graciosamente pintorescos. Un contraste con las torpes estupideces y brutalidades del período en otros lugares..

Silsbee practicó la arquitectura hasta su muerte en 1913.

## Obra
Entre sus edificios incluidos en el Registro Nacional de Lugares Históricos (NRHP por su sigla en inglés) se encuentran:
| Edificio                         | Imagen | Fechas                                          | Dirección                                                               | Ciudad       | Descripción |
| -------------------------------- | ------ | ----------------------------------------------- | ----------------------------------------------------------------------- | ------------ | --- |
| William S. Warfield House        |        | 1886 (Construida) 1979 (Incluida en el NRHP)    | 1624 Maine St. 39°55′53″N 91°23′23″O / 39.931389, -91.389722            | Quincy       | Construido en 1886 en Maine Street en una mezcla de los estilos románico richardsoniano y Reina Ana. La casa cuenta con un exterior de piedra con decoraciones de terracota, un plan masivo y un gran porche occidental, así como varios porches más pequeños en todas partes. |
| Bryant H. and Lucie Barber House |        | c. 1901 (Construida) 1993 (Incluida en el NRHP) | 103 North Barber Avenue 41°59′11″N 89°34′54″O / 41.986389, -89.581667   | Polo         | Construida alrededor de 1901, la casa tiene paredes de ladrillo, cimientos de piedra e incorpora acero en su construcción. |
| Henry D. Barber House            |        | c.1891 (Construida) 1974 (Incluida en el NRHP)  | 410 West Mason Street 41°59′11″N 89°34′56″O / 41.986482, -89.58236      | Polo         | Diseñado por Silsbee y construido alrededor de 1891, con modificaciones menores en 1899, la casa de ladrillo y piedra caliza está moldeada en estilo neoclásico. |
| Amos Block                       |        | 1878 (Construido) 1978 (Incluido en el NRHP)    | 210-216 West Water Street 43°03′02″N 76°09′17″O / 43.050556, -76.154722 | Syracuse     | Edificio de estilo neorrománicoque antiguamente estaba frente al canal Erie, desde el que se cargaban y descargaban mercancías de los barcos. |
| Syracuse Savings Bank Building   |        | 1875 (Construido) 1971 (Incluido en el NRHP)    | 102 N. Salina St. 43°03′03″N 76°09′08″O / 43.050833, -76.152222         | Syracuse     | Diseñado por Silsbee; construido en 1875 junto al Canal Erie; su ascensor de pasajeros, el primero en Syracuse, fue una atracción |
| White Memorial Building          |        | 1876 (Construido) 1973 (Incluido en el NRHP)    | 100 E. Washington St. 43°02′58″N 76°09′09″O / 43.049444, -76.1525       | Syracuse     | Destacado edificio gótico construido en 1876 con irregularidades "sumamente agradables" |
| Unity Chapel                     |        | 1886 (Construida) 1974 (Incluida en el NRHP)    | S of Spring Green off WI 23 43°07′57″N 90°03′39″O / 43.1325, -90.060833 | Spring Green | Capilla estilo teja diseñada por Silsbee, con la ayuda de su protegido Frank Lloyd Wright, para el tío del ministro unitario de Wright, Jenkin Lloyd Jones. |